# عقده دوستی - دشمنی
عقده دوستی - دشمنی (انگلیسی: amity-enmity complex) نظریه ایست که توسط آرتور کیت، در سال ۱۹۴۸م، در اثری به نام «نظریه جدید تکامل انسان» معرفی شد. در این اثر او مدعی شده بود که انسانها در قالب نژادها، قبایل و فرهنگهای متفاوتی تکامل یافته‌اند و این تفاوت در خصوصیاتی مانند اخلاق، رهبری و میهن‌پرستی بازتاب یافته‌است. بر اساس این تعلقات افراد به دو گروه خودی و غیرخودی تقسیم می‌شوند. خودی‌ها قابل تحمل هستند اما همه دیگران مورد تنفر قرار گرفته و غیرقابل تحملند. به عقیده آرتور کیت، رمز دشمنی با غیرخودی‌ها بخشی ضروری از مکانیزم تکامل بشر است. کسانی که نسبت به دشمن خود نرمی نشان می‌دهند در واقع تسلیم شده و جایگاه خویش را در مسیر تکامل بشر از دست داده‌اند. 
وجدان، انسان را به نوعی دوگانگی در رفتار یعنی حمایت و محافظت از دوستان؛ و نفرت از و مبارزه با دشمنان، وادار کرده‌است. در واقع نظریه آرتور کیت، تفسیر و ملقمه ای از افکار قدیمی تری چون داروینیسم اجتماعی  و قبیله‌گرایی منسوب به آلفرد راسل والاس و
هربرت اسپنسر بود. 

## موارد تحت مطالعه
1. جداسازی نژادی در ایالات متحده؛ به عقیده آرتور کیت، این جداسازی که توسط قوانین جیم کرو اعمال شده بود و دها میلیون رنگین‌پوست را به وضوح از دیگران متمایز می‌کرد، آزمونی بزرگ در مسیر اثبات نظریه وی بود.
2. رژیم آپارتاید در آفریقای جنوبی؛ به عقیده آرتور کیت، برتری نژاد سفید، ریشه ای عمیق در مغز بشر داشت و مدعی بود که همه مهاجران سفیدپوست، از بریتانیایی گرفته تا هلندی بر سر وجود مرزی غیرقابل عبور بین نژاد سفید و دیگران در توافق بودند. [۴]
3. یهودیان در اروپا؛ به عقیده آرتور کیت، یهودیان اروپا مانند نژادهای برتر، مرز مشخصی بین خود و دیگران ایجاد کرده و توسط مذهب محافظت می‌کردند. به ادعای وی دوگانگی خاص نژادهای در حال تکامل، یعنی دوستی با خودی‌ها و دشمنی با دیگران در رفتار یهودیان اروپا مشهود بود. [۵]
4. نظام اجتماعی هند؛ به عقیده آرتور کیت، وجود نظام اجتماعی کاست در هندوستان، شاهد دیگری در اثبات نظرات وی بود.
5. اهل ذمه در مناطق تحت سلطه مسلمانان؛ به عقیده آرتور کیت، تقسیم غیر مسلمانان به اهل ذمه و کافر نشانه دیگری در راستای اثباات وجود عقده دوستی- دشمنی در مسلمانان بود. [۶]
6. ضدیت مذهبی و عقیدتی؛ پیتر اندرو کورنینگ، از ضدیت بین کاتولیک و پروتستان، شیعه و سنی به عنوان نمونه‌های دیگری از عقده دوستی- دشمنی یاد کرده و حتی جنگ داخلی آمریکا و جنگ جهانی اول را متأثر از چنین عقده ای می‌داند. [۷]

## محدودیت
روحیه دوستی - دشمنی در جوامع کوچک قادر به حفظ وحدت میان اعضاء است. اما رشد جمعیت و گسترش جامعه باعث تضعیف این روحیه شده و اگر جماعتی بیشتر از حد رشد کند و یا جامعه ای خارج  از اندازه گسترش یابد، رو به اختلال ،اضمحلال و فرو پاشی  خواهد گذاشت. با این حال وسائط و شیوه های مدرن ارتباط جمعی قادرند مانع این فروپاشی شده و یک نظام اجتماعی را حفظ کنند. 